# Falsamblymora tidorensis
Falsamblymora tidorensis là một loài bọ cánh cứng trong họ Cerambycidae.